# Ana Bela Chaves
Ana Bela de Abreu Chaves mais conhecida por Ana Bela Chaves GOIH (Lisboa, 25 de Março de 1952), é uma das mais prestigiadas intérpretes portuguesas da actualidade.

## Biografia
Ana Bela de Abreu Chaves nasceu em 25 de Março de 1952, em Lisboa.
Fez os seus estudos de violeta (viola-d'arco, família do violino) no Conservatório Nacional de Lisboa onde foi aluna de François Broos.
Foi solista de várias orquestras, como a Filarmónica de Lisboa, a Gulbenkian e a de Paris.
Desde 1980,  Ana Bela Chaves é primeiro violetista da Orquestra de Paris.
Em 1989 lançou álbum Carta Branca a Ana Bela Chaves, uma gravação ao vivo no Convento dos Capuchos, Costa de Caparica, no âmbito do 9.º Festival de Música dos Capuchos. Neste trabalho, editado pela EMI-Valentim de Carvalho, foi acompanhada por Bruno Pizzamiglio (oboé), Aníbal Lima (violino), Irene Lima (violoncelo), Alejandro Erlich-Oliva (contrabaixo) e Olga Prats (piano).

## Álbuns ao vivo
- Carta Branca a Ana Bela Chaves (CD, EMI-Valentim de Carvalho, 1989)[5]

## Prémios e honrarias
- 1.° Prémio de Violeta (Conservatório Nacional)[1]
- 1.° Prémio Guilhermina Suggia[1][4]
- Prémio da Imprensa (1974) "Melhor Instrumentista" na categoria "Música Erudita"[4][6]
- Prémio da Imprensa (1981) "Melhor Instrumentista" na categoria "Música Erudita"[4][6]
- Prémio de violeta no Concurso Internacional de Ourense (1974) Espanha[4]
- 1.° Prémio no Concurso Internacional de Genebra (1977) Suíça[1][4]
- Em 1997 foi feita Grande-Oficial da Ordem do Infante D. Henrique, a 7 de Março[7]
- Em 2001, foi feita Dama (Chevalier) da Ordem das Artes e das Letras (França), a 30 de maio[4][8] (Não registada em Portugal)[9]